# Erbstorf
Erbstorf (niederdeutsch Arvstörp) ist ein Ortsteil der Gemeinde Adendorf in Niedersachsen.

## Geographie
Der Ort liegt zwei Kilometer östlich von Adendorf an der Bahnstrecke Lüneburg–Bleckede, westlich des Elbe-Seitenkanals.

## Geschichte

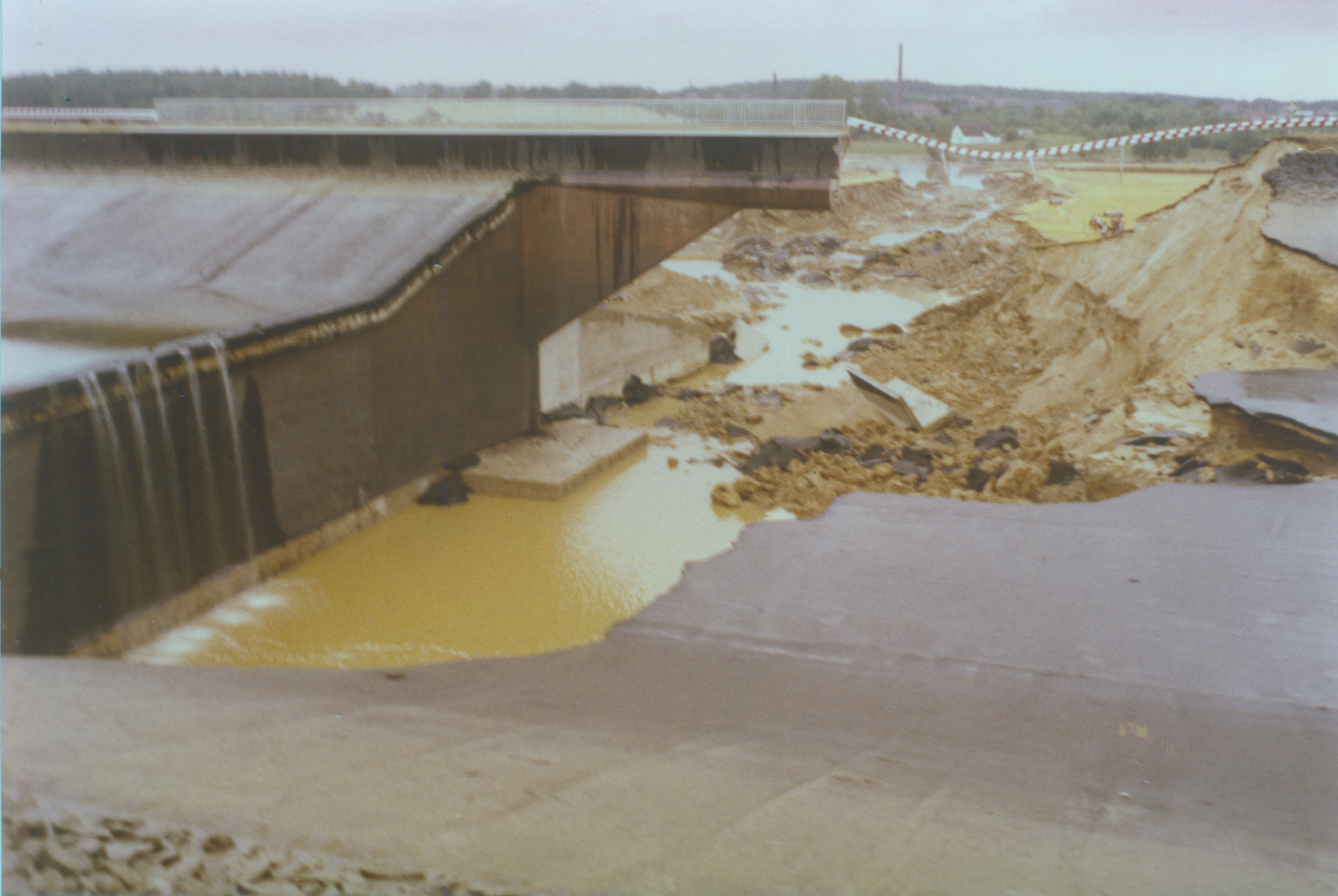
Bruch des Elbe-Seitenkanals 1976

Die erste urkundliche Erwähnung des Ortes geht auf das Jahr 1251 zurück.
Für das Jahr 1848 wird angegeben, dass Erbstorf 23 Wohngebäude hatte, in denen 159 Einwohner lebten. Zu der Zeit war der Ort nach Lüne eingepfarrt, die Schule befand sich im Ort.
Am 1. Dezember 1910 hatte Erbstorf im Landkreis Lüneburg 359 Einwohner. Nach dem Zweiten Weltkrieg wurde auf dem Ebensberg eine neue Siedlung errichtet. Am 1. März 1974 wurde Erbstorf nach Adendorf und die Siedlung Ebensberg nach Lüneburg eingemeindet.
1976 kam es 500 Meter südlich des Ortes (53° 15′ 40,2″ N, 10° 29′ 7,1″ O) zu einem Dammbruch des Elbe-Seitenkanals, so dass Erbstorf überflutet wurde.